# Austin Daye
Austin Darren Daye (Irvine, 5 giugno 1988) è un cestista statunitense.

## Biografia
È il figlio dell'ex cestista Darren Daye ed ha superato i titoli del padre militando nella Reyer Venezia dal 2018 al 2022 vincendo: 1 Europe Cup (2018), 1 scudetto (2019) e la coppa Italia (2020).

## Carriera
Durante l'anno da senior alla Woodbridge High School fece registrare una media di 30,9 punti, 12,4 rimbalzi e 5,4 stoppate a partita. Uscito dall'università di Gonzaga (con la quale ha giocato per due anni con medie di 11,6 punti, 5,8 rimbalzi ed 1,9 stoppate di media a partita), è stato la scelta numero 15 al draft NBA del 2009 dai Detroit Pistons. Segue le orme di suo padre, Darren Daye che giocò nella NBA, in Italia, in Francia e in Israele. Nella sua stagione da rookie fatica a trovare spazio: pur scendendo in campo in 69 occasioni, 4 delle quali in quintetto base, non va oltre i 13,6 minuti di media a partita, e le sue cifre ne risentono: non va infatti oltre 5,1 punti e 2,5 rimbalzi di media a partita. Il 7 aprile 2010 raccoglie inoltre la sua prima doppia doppia nella NBA.
La stagione successiva le cose vanno decisamente meglio: il suo minutaggio sale infatti in modo abbastanza significativo (20,1 minuti di media a partita), e lui migliora in tutte le sue statistiche. La stagione successiva, accorciata dal lockout NBA, non lo vede tra i protagonisti: i minuti tornano a calare, e con essi anche le sue cifre; nonostante questo, il 25 gennaio 2012 mette a referto il suo massimo in carriera (28 punti) in una partita contro i Miami Heat.
Nel settembre 2011 firma un contratto con la squadra russa del Chimki, valevole fino alla fine del lockout NBA 2011-2012.
Il 24 novembre 2011 non rinnova il suo contratto con il Chimki.
Il 30 gennaio 2013 viene scambiato in una trade a 3 squadre finendo nella squadra dei Memphis Grizzlies assieme al compagno di squadra Tayshaun Prince. I Detroit Pistons in cambio acquisiscono da Toronto José Calderón e a Toronto finiscono l'ala Rudy Gay e il persiano Hamed Haddadi.
Il 1º agosto 2013 non riesce a rinnovare con la nuova squadra e allora decide di firmare con Toronto Raptors un contratto della durata di 1 anno con opzione sul secondo anno da parte della squadra canadese
Il 20 febbraio 2014 passa ai San Antonio Spurs in cambio di Nando de Colo.
Il 18 gennaio 2015 viene tagliato dalla squadra texana per far posto nel roster a JaMychal Green e il 16 febbraio firma con gli Erie BayHawks. Il 15 marzo viene ingaggiato dagli Atlanta Hawks, dove inizialmente viene firmato con un contratto di 10 giorni; il 25 marzo viene confermato con un altro accordo decadale. Il 4 aprile firma un contratto pluriennale non garantito. Il 27 novembre 2015 firma un contratto con la Victoria Libertas Pesaro seguendo le orme del padre Darren. Dopo una piccola parentesi nel campionato israeliano, nelle file dell'Hapoel Jerusalem, nel gennaio 2018 torna in Italia firmando per la Reyer Venezia, con cui vince subito l'Europe Cup,  uno scudetto nel 2019 e la coppa Italia nel 2020. Nel giugno del 2020 il cestista Californiano rinnova ulteriormente con la società lagunare, per altre due stagioni più opzione per un altro anno.

## Statistiche
| † | Denota le stagioni in cui ha vinto il titolo |

### NCAA
| Anno      | Squadra          | PG | PT | MP   | TC%  | 3P%  | TL%  | RP  | AP  | PRP | SP  | PP   |
| --------- | ---------------- | -- | -- | ---- | ---- | ---- | ---- | --- | --- | --- | --- | ---- |
| 2007-2008 | Gonzaga Bulldogs | 33 | 1  | 18,5 | 47,5 | 41,3 | 88,1 | 4,7 | 1,0 | 0,6 | 1,6 | 10,5 |
| 2008-2009 | Gonzaga Bulldogs | 34 | 34 | 26,3 | 47,7 | 42,9 | 70,6 | 6,8 | 1,1 | 0,7 | 2,1 | 12,7 |
| Carriera  | Carriera         | 67 | 35 | 22,5 | 47,7 | 42,2 | 79,0 | 5,8 | 1,0 | 0,7 | 1,9 | 11,6 |

#### Massimi in carriera
- Massimo di punti: 28 vs Santa Clara (8 marzo 2009)[10]
- Massimo di rimbalzi: 13 vs Portland (28 gennaio 2008)
- Massimo di assist: 4 (4 volte)
- Massimo di palle rubate: 2 (8 volte)
- Massimo di stoppate: 6 vs Idaho (13 novembre 2007)
- Massimo di minuti giocati: 36 vs Arizona (14 dicembre 2008)

### NBA

#### Regular Season
| Anno       | Squadra           | PG  | PT | MP   | TC%  | 3P%  | TL%  | RP  | AP  | PRP | SP  | PP  |
| ---------- | ----------------- | --- | -- | ---- | ---- | ---- | ---- | --- | --- | --- | --- | --- |
| 2009-2010  | Detroit Pistons   | 69  | 4  | 13,3 | 46,4 | 30,5 | 82,1 | 2,5 | 0,5 | 0,4 | 0,4 | 5,1 |
| 2010-2011  | Detroit Pistons   | 72  | 16 | 20,1 | 41,0 | 40,1 | 75,9 | 3,8 | 1,1 | 0,5 | 0,5 | 7,5 |
| 2011-2012  | Detroit Pistons   | 41  | 4  | 14,7 | 32,1 | 21,0 | 81,4 | 2,2 | 0,8 | 0,5 | 0,5 | 4,7 |
| 2012-2013  | Detroit Pistons   | 24  | 0  | 14,5 | 44,3 | 52,5 | 83,3 | 2,6 | 0,9 | 0,2 | 0,3 | 5,1 |
| 2012-2013  | Memphis Grizzlies | 31  | 0  | 10,6 | 42,3 | 34,5 | 68,5 | 1,9 | 0,7 | 0,3 | 0,5 | 4,0 |
| 2013-2014† | Toronto Raptors   | 8   | 0  | 4,1  | 23,1 | 0,0  | 66,7 | 0,9 | 0,3 | 0,0 | 0,0 | 1,0 |
| 2013-2014† | San Antonio Spurs | 14  | 1  | 8,2  | 38,2 | 41,4 | 57,1 | 1,4 | 0,4 | 0,3 | 0,3 | 4,1 |
| 2014-2015  | San Antonio Spurs | 26  | 4  | 10,3 | 34,8 | 33,3 | 100  | 2,3 | 0,3 | 0,3 | 0,1 | 4,0 |
| 2014-2015  | Atlanta Hawks     | 8   | 0  | 9,5  | 38,5 | 35,7 | 50,0 | 1,8 | 1,0 | 0,5 | 0,3 | 3,3 |
| Carriera   | Carriera          | 239 | 29 | 14,1 | 40,2 | 35,1 | 77,8 | 2,6 | 0,7 | 0,4 | 0,4 | 5,2 |

#### Play-off
| Anno     | Squadra           | PG | PT | MP  | TC%  | 3P% | TL% | RP  | AP  | PRP | SP  | PP  |
| -------- | ----------------- | -- | -- | --- | ---- | --- | --- | --- | --- | --- | --- | --- |
| 2013     | Memphis Grizzlies | 4  | 0  | 5,0 | 37,5 | 0,0 | 100 | 0,3 | 0,0 | 0,0 | 0,3 | 1,8 |
| 2014†    | San Antonio Spurs | 1  | 0  | 6,0 | 0,0  | -   | -   | 1,0 | 0,0 | 0,0 | 0,0 | 0,0 |
| Carriera | Carriera          | 5  | 0  | 5,2 | 30,0 | 0,0 | 100 | 0,4 | 0,0 | 0,0 | 0,2 | 1,4 |

#### Massimi in carriera
- Massimo di punti: 28 vs Miami Heat (25 gennaio 2012)[11]
- Massimo di rimbalzi: 11 (2 volte)
- Massimo di assist: 5 vs Philadelphia 76ers (13 aprile 2011)
- Massimo di palle rubate: 3 (5 volte)
- Massimo di stoppate: 3 (3 volte)
- Massimo di minuti giocati: 44 vs Atlanta Hawks (7 aprile 2010)

## Palmarès

### Squadra
- Campionato NBA: 1

San Antonio Spurs: 2014
- FIBA Europe Cup: 1

Reyer Venezia: 2017-18
- Campionato italiano: 1

Reyer Venezia: 2018-19
- Coppa Italia: 1

Reyer Venezia: 2020

### Individuale
- MVP finali Serie A: 1

Reyer Venezia: 2019
- MVP finali Coppa Italia: 1

Reyer Venezia: 2020